# Nebiri
Nebiri va ser un noble egipci de la dinastia XVIII. Tenia el títol de "Supevisor dels estables" durant el regnat de Tutmosis III.

## Sepulcre
La seva tomba, la QV30, es troba a la Vall de les Reines. Va ser descoberta per l'expedició italiana dirigida per Ernesto Schiaparelli el 1904. La tomba consta d'un pou vertical i una única cambra funerària rectangular. Quan els arqueòlegs van descobrir la tomba, ja havia estat saquejada, però encara s'hi van trobar els trossos de dues mòmies (una era la de Nebiri i l'altra la d'un criat), un recipient amb el nom de Nebiri, objectes de pisa, terracota i ceràmica de Xipre. Aquestes troballes són al Museu Egipci de Torí.

## Anàlisi de les restes
El seu cap va ser trobat a la seva tomba i alguns dels seus òrgans interns es van trobar dins d'un vas canopi. En examinar les seves restes el 2015, es va descobrir que podria haver viscut entre 45 i 60 anys i que la seva mort va ser causada per una insuficiència cardíaca. Aquest és el primer cas conegut d'insuficiència cardíaca de la història. També patia una malaltia dental, les seves genives estaven molt ulcerades.
La cara de la mòmia es va reconstruir l'any 2017. Les proves també van revelar que, contràriament al costum, no se li va extirpar el cervell durant la momificació, sinó que es va farcir amb llenços; els llenços estaven prèviament impregnats amb oli d'origen animal o vegetal, bàlsam, i la resina de coníferes i arbustos de pistatxo, que tenen un fort efecte antibacterià. La tècnica d'embalsamament és similar a la que s'utilitzava per tractar les mòmies de l'alta noblesa egípcia com les de Yuya i Tuya, confirmant així que Nebiri pertanyia a la gran elit egípcia.